# Midhat Pacha
Le pacha Ahmet Şefik Midhat (le plus souvent orthographié Midhat Pasha en anglais et Midhat Pacha en français), né le 18 octobre 1822 à Constantinople (Istanbul) et mort le 26 avril 1883 à Taïf, est un homme d’État ottoman influent à la fin de l'ère des Tanzimat. Grand vizir pro-occidental, réformateur et moderniste, il est renommé principalement pour avoir mené le mouvement constitutionnel de 1876, mais a aussi été une des figures principales de la réforme ottomane sur le plan de l'éducation et des administrations provinciales. Il faisait partie d'une élite gouvernante qui voyait clairement la crise profonde de l'empire à cette époque, et considérait la réforme comme une nécessité vitale.
Caroline Finkel l'a décrit comme « un représentant véritable de l'« optimisme Tanzimat », qui croyait que les tendances séparatistes pouvaient être diminuées par la démonstration des effets bénéfiques d'un bon gouvernement ». Pour les Anglais, son zèle de réformateur était « une aberration basée sur la force de sa personnalité ». Ils croyaient que Midhat Pasha ne pouvait pas achever son œuvre, étant donné la nature fondamentalement inefficace et corrompue de l'état Ottoman et celle oppressée et fracturée de sa société.
Malgré sa réputation de progressiste et la pression qu'il exerça sur le sultan Abdülhamid II pour que ce dernier émancipe les esclaves du palais, et en dépit de son opinion défavorable envers l'esclavage, lui-même possédait des esclaves, ce qui le rapproche du cas de George Washington. Sa deuxième épouse, avec laquelle il eut trois enfants, était une esclave circassienne qu'il avait achetée et affranchie.
Le Marché Midhat Pacha (en) à Damas porte toujours son nom.

## Jeunesse
Midhat Pacha est né à Constantinople durant le mois islamique de Safar dans l'année 1238 du calendrier hégirien, soit entre le 18 octobre et le 16 novembre 1822, dans une famille aisée d'érudits.
Il reçut une éducation privée et dans une médersa. Son père était Hadjdji 'Air Efendi-Zade Hadjdji Hafiz Mehemmed Eshref Efendi, natif de Roussé en Bulgarie. La famille semble avoir suivi la religion soufie de la branche Bektachi.
Il passa sa jeunesse avec ses parents à Vidin, Lòvetch et plus tard à Constantinople, où son père avait une fonction judiciaire. Son père, juge civil, partisan notoire de la réforme, l'a poussé vers une carrière administrative.
En 1836 il travaillait au secrétariat du grand vizir. Il entra à l'âge de 22 ans comme secrétaire au service de Faik Effendi qu'il accompagna en Syrie pendant 3 ans. À son retour à Constantinople, Midhat fut promu Directeur en chef des rapports confidentiels, et après une seconde mission en Syrie dans un cadre financier obtint le poste de Second secrétaire du grand conseil. Ses ennemis réussirent néanmoins à le faire renvoyer de ses fonctions.[réf. souhaitée] En 1854 le grand vizir Kıbrıslı Mehmed Pasha lui confia la tâche apparemment impossible de pacifier la province d'Adrianople en Roumélie. Il réussit à faire diminuer le banditisme dans les Balkans en 1854-1856. L'efficacité des mesures drastiques qu'il mit en place et leur succès étonnant poussa le gouvernement à faire de lui un personnage de premier rang et à lui rendre sa place au grand conseil. Il remit également de l'ordre en Bulgarie en 1857 en usant de la même méthode vigoureuse.[réf. souhaitée] En 1858 il passa six mois à voyager pour études en Europe de l'Ouest, dont Vienne, Paris, Bruxelles et Londres.

## Gouverneur de Niš, Danube et Bagdad
En 1860 il devint vizir et pacha[réf. souhaitée] ; on lui confia le gouvernement de Niš, où ses réformes furent si bénéfiques que le sultan le chargea, en collaboration avec Fuad pacha et Ali Pacha de préparer un modèle applicable à tout l'empire. Ce modèle fut plus tard connu sous le nom de Loi des Vilayets.
Pendant son administration, Midhat Pacha faisait cependant emprisonner les joueurs d'orgue de Barbarie qui interprétaient l'Hymne de Garibaldi à coloration révolutionnaire.
Après avoir mené plusieurs travaux administratifs dans sa province, on lui demanda d'organiser le conseil d'état en 1866, puis on le nomma gouverneur de Bagdad, où ses réformes furent aussi décisives qu'à Niš, quoique confrontées à de plus grandes difficultés. En 1871, l'influence anti-réforme du grand vizir Mahmoud Nedim Pacha a semblé un danger pour la nation à Midhat. Dans un entretien personnel, il a exposé son point de vue au sultan, qui fut si frappé par son désintéressement et sa force qu'il le nomma grand vizir à la place de Mahmoud.

## Grand vizir
Il fut nommé grand vizir par Abdülaziz en 1873, mais cette première nomination se termina deux mois plus tard - principalement à cause de désaccords avec Abdulaziz sur des aspects financiers et économiques. Il fut également ministre de la Justice entre 1873 et 1875 ; cette période fut assez courte à cause de son attraction vers un régime constitutionnel.

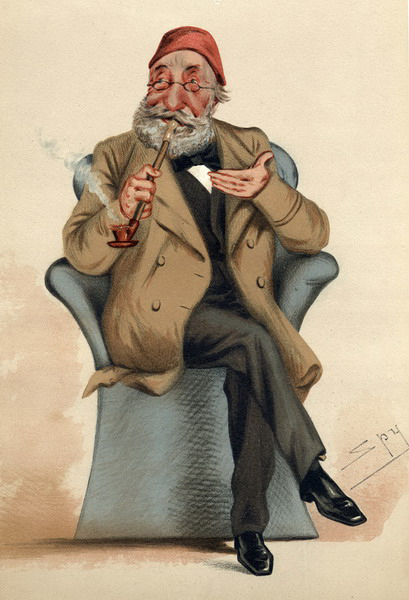
Midhat Pacha en couverture de Vanity Fair le 30 juin 1877.

Après un emploi de courte durée en tant que gouverneur de Thessalonique il se retira des affaires de Constantinople jusqu'en 1875.
Depuis cette époque, malgré tout, la carrière de Midhat Pacha se transforma en une série d'aventures étranges et presque romantiques. Alors qu'il sympathisait avec les idées et aspirations des Jeunes-Ottomans, il se montra désireux de refréner leur impatience, mais l'obstination du sultan mena à une coalition entre le grand vizir, le ministre de la guerre et Midhat pacha, qui le destituèrent en mai 1876. Le sultan fut assassiné dans le mois qui suivit.
Son neveu Mourad V fut à son tour renversé au mois d'août suivant, et remplacé par son frère, Abdülhamid II. Midhat Pacha devint alors de nouveau grand vizir, des promesses de réformes furent prononcées, et le parlement ottoman fut inauguré avec faste. Durant le mois de février qui suivit, Midhat fut renvoyé et exilé, suspecté d'être complice du meurtre d'Abdülaziz. Il voyagea alors dans plusieurs capitales européennes, notamment Londres où il habita quelque temps, pour étudier les procédures de la chambre des communes britannique.

## Gouverneur de Syrie
À nouveau rappelé en 1878, il fut nommé gouverneur de Syrie du 22 novembre 1878 au 31 août 1881, puis gouverneur de Smyrne en août.
En Syrie il s'évertua à réformer la province. Il utilisa une association de charité comme point central pour sa réforme su système d'éducation - une association formée par des citoyens éminents de Beyrouth. Il encouragea la formation d'associations similaires à Damas et en d'autres villes. Il admit de nombreux arabes comme fonctionnaires, y compris dans des positions de caïmacan et de moutassarif. Il donna aux minorités une large représentation dans l'administration. Il encouragea le développement de la presse, et le nombre de journaux s'éleva à plus de douze. Il s'intéressa à la construction de routes et à la sécurité. Il encouragea les notables de la région à financer des projets d'intérêt local, comme le réseau de tramways à Tripoli et la fondation de la chambre de commerce de Beyrouth. Puis il démissionna, rebuté par ce qu'il perçut comme un soutien insuffisant de la part de la Sublime Porte.

## Emprisonnement, exil et mort
Le 17 mai 1881, il fut à nouveau arrêté par le pacha Ahmet Cevdet, ministre de la Justice du sultan Abdülhamid II, et amené à Constantinople où il fut accusé du meurtre du sultan Abdülaziz. Le procès, largement considéré par l'opinion publique comme une farce aux procédures douteuses,, eut lieu dans le jardin du palais de Yıldız et dura trois jours en juin 1881 ; Midhat Pacha fut condamné à mort avec ses compagnons.
Sur l'intervention du gouvernement britannique, la sentence fut suspendue. Il fut emprisonné dans la forteresse de Taëf dans le Hedjaz.
Peu après son arrivée, l'émir de la Mecque, Abdoul Muttalib, reçut un message de Constantinople ordonnant de mettre Midhat à mort, et que cet acte fût déguisé en accident. L'émir était cependant un proche ami de Midhat qu'il se garda bien d'assassiner. Osman Pacha, gouverneur du Hedjaz, prit d'assaut la résidence d'été de l'émir à Taëf et emprisonna ce dernier.
Finalement, Midhat Pacha fut assassiné dans sa cellule, le 26 avril 1883. Son corps fut rapatrié à Istanbul en 1953 pour y être enterré.

## Appartenance Maçonnique
Il a été initié franc-maçon à la loge Proodos-İlerlemek (« Le Progrès ») de Constantinople-Istanbul et fréquenta la loge « le Liban » de Beyrouth, les deux sous juridiction du Grand Orient de France.